# Nyre
Nyren (lat. ren (sing.), renes (plu.), græsk. nephros, deraf nefrologi) er en livsnødvendig del af kroppen og dennes urinvej (processen hvor kroppen renser blodet m.m.).
Normalt har et menneske to nyrer. Det er to bønneformede organer, der befinder sig i bughulen og ligger op mod bageste bugvæg. Nyrerne består af en ydre nyrebark og en indre nyremarv. Barken er rødlig og kornet. Marvens udseende er stribet. Marven indeholder 10-15 pyramider, hvis basis vender mod barken og spids (papil) mod nyrebækkenet. 
Nyrepapillerne har små åbninger, og gennem disse tømmes den færdige urin ud i nyrebækkenet. Fra nyrebækkenet afgår urinlederen (lat. ureter (sing.), ureteres (plu.)) til blæren, hvor urinen oplagres. Fra blæren leder urinrøret (lat. urethra) urinen ud af kroppen. 
Nyrens vigtigste funktioner er at fjerne affaldsstoffer fra blodet og udskille dem med urinen, fjerne tilførte fremmede stoffer fra blodet og ligeledes udskille dem med urinen samt stabilisere det osmotiske tryk i ekstracellulærvæsken. 
Basalt set foregår nyrens bearbejdning af blodet og den deraf følgende produktion af urin i to processer: 1. Filtration og 2  Reabsorption.  
Filtrationen af blodet medfører en aktiv regulering af blodplasmaet for salte og dermed såvel plasmas som ekstracellulærvæskens osmolaritet, samt opretholdelse af kroppens væskebalance, udskillelse af affaldsstoffer fra organismen og regulering af pH-balancen i organismen.
Ydermere er nyren et endokrint organ (hormonproducerende organ), der producerer erythropoietin (EPO). 
Hele det renale blodflow har dermed to mulige skæbner; enten udfiltreres blodets plasma gennem nefroners glomeruli eller også løber det samtidigt med blodets cellulære legemer gennem nyrens karsystem, som følger det pågældende nefrons tubulære system. Undervejs langs nefronet vil der ske en stof- og væskeudveksling mellem det tubulære system og det omkringliggende karsystem. Det er nyrens evne til at styre denne udveksling, som er årsagen til at den er i stand til at udføre størstedelen af sine funktioner. Karsystemet ender ultimativt i v. renalis, som igen tømmer sig i vena cava inferior (den nedre hulvene). Al overskydende væske og solutter (som ikke ender i vena cava inferior og dermed skal udskilles) udledes som urin af nyren gennem nyrebækkenet - pelvis renalis - som tømmer sig i ureter og dermed de nedre urinveje, hvor forløbene er forskellige kønnene imellem.
Nyren gennemstrømmes af mere end 1 liter blod i minuttet og på et døgn ca. 1.700 liter, hvor af 180 filtreres fra og gennemgår adskillige processer, før det bliver til urin og udskilles fra kroppen. En person udskiller mellem en og halvanden liter urin om dagen, men det kan variere alt efter personens væskeindtag, sygdom og fysiske aktiviteter.
Nyrerne har herudover som sagt en endokrin funktion, idet de producerer hormonerne 1,25-dihydroxyvitamin D og erythropoetin (EPO) samt enzymet renin. Renin produceres i det juxtaglomerulære apparat og har en regulerende effekt på blodtrykket. Erythropoetin produceres af interstitialcellerne i nyrernes cortex og har en funktion i forbindelse med dannelsen af røde blodlegemer (erythrocytter). 1,25-dihydroxyvitamin D regulerer absorptionen af calcium i tyndtarmen.

## Sammenhængen mellem blodtrykket og urinproduktionen
Ved faldende blodtryk aftager nyrernes gennemblødning og filtration af blodet og der produceres mindre urin.

## Filtration og reabsorption
Nyrernes rensning af blodet er en to-trins proces, hvis hovedprincipper er enkle. 
Hver nyre indeholder omkring 1 million små urinproducerende nefroner (nyrelegmer). I disse findes en garnnøgle-lignende kapillærstruktur (glomerulus), hvor der ved hjælp af blodets hydrostatiske tryk sker en filtration af plasmaet. Alt udover plasmaets proteiner filtreres både affaldsstoffer og nyttestoffer.
Ved transporten gennem tubulus-systemet opsuges noget af vandet og nyttestofferne igen. Det kaldes reabsorption. Nyrerne genoptager langt det meste af alt det plasma, som de filtrerer.

## Elimination af lægemidler og giftstoffer
En af nyrernes vigtigste opgaver er at udskille stoffer, der kan være giftige, hvis de findes i en for høj koncentration i blodet. Det gælder bl.a urea (også kendt som carbamid eller urinstof). 
Lægemidler, der er vandopløselige, udskilles uomdannede i urinen, mens de fedtopløselige først skal omdannes til vandopløselige i leveren.

## Nyrefysiologiens Historie
Den græske læge Galen (130-200) menes at være den første, der med sikkerhed fastslog, at urinen dannes i nyrerne. Før det mente bl.a. Aristoteles (384-322 f.kr.), at urinen blev dannet i blæren. Galen overskar urinlederen (ureter) på en gris og så, at der løb urin ud i Bughulen. I løbet af 1700tallet iagttog man, at urinen indeholdt urinstof (betegnes også urea eller carbamid). I 1808 fastslog Louis Nicolas Vauquelin (1763-1829) og Antoine Francois Fourcroy (1755-1809) den kemiske formel for urinstof. I 1817 fremsatte  Jacques Étienne Berard (1789-1869) den teori, at formålet med urinproduktionen er at fjerne urinstof fra blodet og i 1822 kunne Pierre Prevost (1751-1839) og Jean Baptiste Dumas (1800-1884) påvise urinstofs forekomst i blodet. 
Siden renæssancen havde Marcello Malpighis (1628-94) teori om nyrerne som en kirtel været den fremherskende. Man forestillede sig, at urin var et sekret ligesom spyt. I 1842 brød Carl Ludwig (1816-95) med den teori og fremsatte en ny teori om, at nyrerne var et filtrationsorgan og urinen et filtrat dannet med blodtrykket som drivende kraft. William Bowman (1816-92) og Rudolph Heidenhain (1834-97) m.fl. fortsatte imidlertid med, at forsvare sekretionsteorien og Ludwigs geniale indsigt blev først anerkendt efter hans død. 
Den danske fysiolog Poul Brandt-Rehberg lavede i 1926 en doktordisputats Studies on Kidney Function i hvilken han redegjorde for en metode til beregning af den glomerulære filtrationsrate (GFR), altså den mængde plasma nyrerne filtrerer per tidsenhed. Amerikaneren Donald Van Slyke gjorde tilsvarende opdagelse i 1937.

## Struktur
Nyren er et bønneformet organ med en kompleks intern struktur. En nyre kan veje omkring 150 til 175 gram. Nyren ligger bag det nederste ribben, en i hver side af rygsøjlen. Foran venstre nyre ligger milten mens den højre ligger bag ved leveren. Den højre nyre er placeret længere nede (mere kaudalt) end venstre. Begge nyre har de gennemsnitlige proportioner 12 x 6 x 3 cm.

### Makroskopisk

#### Udvendigt
Betegnelserne anvendt for at beskrive udvendige positioner på nyren er:
- For- og bagflade, indikerende hhv. den posteriore og anteriore flade af nyren.
- Medial og lateral kant, indikerende højre og venstre kant af nyren, som desuden skiller nyren i forreste og bagerste halvdele.
- Øvre og nedre pol, indikerende det øverste og nederste punkt på nyren.

Både for- og bagflade er glatte, og er dækket af tre lag beskyttende væv med fællesbetegnelsen capsula fibrosa renis, nyrekapslen på dansk. Forfladerne vender fremad og lateralt, mens bagfladerne vender bagud og medialt.
De øvre pole er som regel mere affrundede end de nedre, og er i øvrigt også dækket delvist af binyrene. Lateralkanten af nyren er konveks (buer udad), og medialkanten er er konkav (buer indad). I fordybningen af medialkanten findes hilum renales, hvorfra nyrestilken afgår fra pelvis renalis.

#### Indvendigt
Nyrene har en kompleks intern struktur der er tilrettelagt den optimale funktion af nephronerne, som er de mikroskopiske enheder ansvarlige for nyrens funktion. De funktionelle dele af nyrene deles i to, medulla renalis (nyremarven) og cortex renalis (nyrebarken).
Nyremarven har en takket udseende grundet tilstedeværelsen af nyrepyramiderne, som vender med basen udad mod barken. Spidsen af pyramiderne kaldes pappilae renalis, og indeholder udgangshuller til urinen der fremstilles i nyren. Der er som regel imellem 7-11 nyrepyramider i hver nyre. Henle's slynger dypper sige mere eller mindre ned i nyrepyramiderne.
Nyrebarken omringer hele vejen omkring ydersiden af nyren, og har også forløb ind imellem de individuelle nyrepyramider. Nephronernes glomeruli findes i nyrebarken.
Inderst inde i hilum af nyren befindes sinus renalis, som er et fedtholdigt rum med glatte vægge hvori nyrebækkenet og dens forgreniner befinder sig sammen med nyrens kar.
Hver "enhed" af én pyramide og dens omkringliggende bark betegnes en lobe af nyren.

### Beliggenhed
Lokationen af nyrene afhænger meget på aktivitetsniveau, højde, drøjde og genetik. Højdemæssigt vil venstre nyres øvre pol befinde sig nogenlunde ud for bunden af T12, og højre nyre ud fra toppen af L01. Begge nyre strækker sig gennemsnitligt 12 cm nedad for at nå omkring L03 og bunden af L02 for hhv. højre og venstre nyre. Begge nyrer er så bevægelige at de til tider kan befinde sig helt nede omkring hoftekammen (crista iliaca).
Nyrene følger mellemgulvets bevægelser under åndedræt.

#### Relationer
Begge nyrer har lignende relationer, men bemærk venligst om der er tale om højre, venstre eller begge nyrer i nedenstående liste, da variationer forekommer hyppigt.
- Posteriort
  - Mellemgulvet, findes posteriort og medialt for øvre pol på både højre og venstre nyre.
  - Musculus psoas major, løber langst hele bagfladen af begge nyrer.
  - Musculus quadratus lumborum, kommer ud fra lateralkanten af psoas major, og får relation medio-posteriort for bagfladen af begge nyrer.
    - Nervus iliohypogastricus passerer langst forfladen af quadratus lumborum, og har relation til begge nyrers bagflade under dens skrå forløb hernedaf, indtil den perforerer igennem transversus abdominis.
    - Nervus ilioinguinalis springer ud fra bagsiden af psoas major og har et lignende forløb og relation som iliohypogastricus.

  - Musculus transversus abdominis, når lige at få relation til bagerste lateralkant af begge nyrer.
- Anteriort
  - Binyrene befinder sig hovedsageligt anteriort på begge nyrers øvre pol.
  - Milten befinder sig til venstre, anteriort for venstre nyres forflade.
  - Tyktarmen får relation til begge nyrer via colon ascendens på højre side, og colon descendens på venstre side. Til forfladen af højre nyre, og forreste lateralkant af venstre nyre.
  - Tyndtarmen får kort relation til højre nyre via dennes nedre pols forflades relation til jejunum.
    - Den har en længere relation med venstre nyre via pars descendens duodenums forløb langs den mediale forflade af denne.

  - Mavesækken har relation til venstre nyre via dennes anteriore øvre pol.
  - Pancreas' hale har relation til venstre nyres forflade.
- Medialt
  - Aorta abdominalis har relation til medialkanten af venstre nyre, dog uden direkte kontakt.
  - Vena cava inferior har relation til medialkanten af højre nyre, også uden direkte kontakt.

### Blod- og nerveforsyning.
Nyrene forsynes arterielt af arteria renalis, som har direktre udspring fra aorta abdominalis. Arterien deler sig omkring hilum til de mange arteriae segmentalis, som yderligere forgrener sig til de talrige arteriae interlobares som løber på hver side af alle nyrepyramidernes tilhørende bark. Arteriae segmentalis er såkaldte endearterier, og har ingen anastomoser imellem hinanden. Enhver blodprop i en af disse vil altså forårsage nekrose af det område den normalt forsyner.
Venerne følgerne arterierne, og starter som venae interlobares, som samler sig til vena renalis der så tømmer sig ind i vena cava inferior.
Nyrene innerveres sympatisk af de prævertebrale plexer, som også sender sensoriske tråde til ureter og nyrens pelvis.

## Transplantation
Kroppen har to nyrer, men er fuldt i stand til at fungere med blot en enkelt. Der er således tale om et dobbeltsikret kredsløb, der gør kroppen i stand til at overleve i tilfælde af at en nyre sætter ud.
Dette åbner mulighed for, at en rask donor kan afgive en nyre til en patient, hvis egne nyrer ikke længere fungerer tilstrækkeligt, hvad enten det er som følge af sygdom, eller om patientens nyrer er blevet beskadiget gennem et fysisk traume. Denne proces kaldes transplantation. Af hensyn til forligelighed mellem donor og patients blod- og vævstyper, er det almindeligt at familiemedlemmer til patienten donerer deres ene, raske nyre.